# Biórków Wielki
Biórków Wielki – wieś w Polsce położona w województwie małopolskim, w powiecie proszowickim, w gminie Koniusza.
W czasie funkcjonowania gromad wieś była siedzibą gromady Biurków Wielki. W latach 1975–1998 miejscowość administracyjnie należała do województwa krakowskiego.
Integralną częścią miejscowości jest Wysiółek Biórkowski.

## Nazwa miejscowości
Pochodzenie nazwy Biórków Wielki, wcześniej – Birków, jest patronimiczne: od nazwy osobowej Birek, wywodzącej się być może od bierać, birać, por. prasłowiańskie *birati a. *bьrati – "ujmować, chwytać, zabierać", a także stanowiącej zdrobnienie imienia Biernat (Bernard). W XV wieku właścicielem wsi był Jan Birkowski herbu Topór. Wcześniej spotykane nazwy to m.in. Bircow, Byrkow, Byrow, Byorkow, Bierków, Birków, Birków Wielki.

## Historia
Początki osadnictwa w Biórkowie Wielkim sięgają przełomu XII i XIII wieku. Przypuszcza się, że król Władysław Łokietek osadził ją na prawie niemieckim i podarował swojemu rycerzowi Wilczko, który pomógł mu w stłumieniu buntu. Wilczko z Birkowa był później podstolim a następnie kasztelanem sandomierskim. Kazimierz Wielki mianował Wilczka burgrabią zamku w Kazimierzu Dolnym. Pierwsza wzmianka w zachowanych dokumentach o wsi pochodzi z roku 1374. Jest to krótki opis parafii w Biórkowie w spisie świętopietrza. Źródła z 1385 r. wymieniają istniejący tu drewniany kościół pod wezwaniem Wniebowzięcia Najświętszej Maryi Panny.
W XV wieku Biórków Wielki był własnością rodu Birkowskich herbu Topór, o czym wspomina Jan Długosz w swoim dziele Liber Beneficiorum. W XVI wieku rządzili tu Szembekowie herbu Szembek, a następnie inni szlachcice.
W 1633 r. w miejscu zniszczonej świątyni zbudowano zachowany do dziś kościół pod wezwaniem Wniebowzięcia Najświętszej Maryi Panny. W tym okresie założono przy kościele szkółkę parafialną dla dzieci wiejskich. W 1782 roku założono we wsi cmentarz parafialny.

## Zabytki
Obiekty wpisane do rejestru zabytków nieruchomych województwa małopolskiego.
- Kościół parafialny pw. Wniebowzięcia NPMarii, dzwonnica, drzewostan.
Drewniany kościół znajduje się na małopolskim Szlaku Architektury Drewnianej[10].
- Zespół dworski: dwór, stajnia, park ze stawem.

## Osoby związane z miejscowością
- Jacek Woźniakowski – historyk sztuki
- Stanisław Tatar – gen. WP